# 书院街街道 (成都市)
书院街街道，是中华人民共和国四川省成都市锦江区下辖的一个乡镇级行政单位。
2019年12月25日，成都市人民政府批复同意将春熙路街道华兴街社区、岳府街社区所属行政区域划归书院街街道管辖。

## 行政区划
书院街街道下辖以下地区：
庆云社区、五昭路社区、福字街社区、华兴街社区。